# 盖迈希·乔纳德
盖迈希·乔纳德（匈牙利語：Gémesi Csanád，1986年11月13日—）生于格德勒，是一名匈牙利男子击剑运动员，主攻佩剑。他的父亲和叔父等家人都从事击剑运动，他也受家人影响在童年时便开始接触击剑，最初他只能练习佩剑，七八岁时，他获得改练其他剑种的机会，但他最终选择继续练习佩剑。他在家中排行老二，两个弟弟Bence和Huba也都曾代表匈牙利参加国际比赛。乔纳德在成年时期一开始表现平平，直到2012年和新教练合作后成绩开始有起色，同年，他加入匈牙利成年国家队。